# Allhelgonakyrkan, Stockholm
Allhelgonakyrkan ligger vid Allhelgonagatan på Helgalunden nära Skanstull på Södermalm i centrala Stockholm. Kyrkan tillhör Katarina församling.

## Historik
År 1917 började Allhelgonakyrkan att byggas på den plats i Helgalunden som Stockholms stad ett par år innan upplåtit för en kyrka. Initiativtagare till kyrkbygget var Sällskapet för främjande av kyrklig själavård samt prästen Viktor Södergren som tyckte att det saknades en kyrka i denna trakt och startade en insamling för att bygga en mindre kyrka. Kyrkan ritades av arkitekt Joel Norborg, inspirerad av svenska landsortskyrkor på 1700-talet. Den skulle byggas i trä och var tänkt att stå i ett tiotal år för att sedan monteras ned och ersättas av en permanent stenkyrka.  
Den 28 april 1918 invigdes kyrkan av ärkebiskop Nathan Söderblom, som också gav kyrkan dess namn. Sällskapet för främjande av kyrklig själavård var ägare till kyrkan som uppläts hyresfritt till Katarina församling mot att församlingen stod för driftskostnaderna. 1929 erbjöd sällskapet kyrkan i gåva till församlingen som dock avböjde detta erbjudande och samtidigt upphävde åtagandet att stå för driftkostnaderna. 
År 1930, när många trodde att kyrkan skulle behöva stängas och kanske rivas, bildades föreningen Allhelgonakyrkans vänner. Föreningen kom sedan i många år att stå för kyrkans driftskostnader och 1958 fick föreningen kyrkan i gåva av Sällskapet för främjande av kyrklig själavård. 1972 överlämnade Allhelgonakyrkans vänner kyrkan till Katarina församling.
År 1927 sattes nytt golv och nytt bjälklag in på grund av svampangrepp. År 1937 byttes tornspirans furuspån ut mot kopparplåt. År 1948 reparerades taket.
Kyrkan har blivit känd för "Allhelgonamässan" som startade 1997 med prästen Olle Carlsson som initiativtagare.

## Kyrkobyggnaden
Allhelgonakyrkan är en brun träkyrka och består av ett långhus med nord-sydlig orientering. Vid norra kortsidan finns ett kvadratiskt kyrktorn med ingång. Torntaket har en karnissvängd huv och en spetsig tornspira som är klädda med kopparplåt. Spirans topp kröns av ett kors. Vid långhusets södra kortsida finns en korutbyggnad. Ytterväggarna är klädda med stående brunmålad panel. Långhusets valmade sadeltak är täckt med tegel. Kyrkorummets väggar och tak är målade av Filip Månsson, som även ritat korfönstret med olika symboler för Fadern, Sonen och Anden.

## Inventarier
Altartavlan är en triptyk av Erik Abrahamson från 1960, föreställande den uppståndne Kristus omgiven av de helgon som givit namn åt kyrkor i Stockholm.
Vid kyrkorummets östra sida närmast koret står predikstolen av trä vars korg är dekorativt målad i fält med apostlarna som motiv. Predikstolens ljudtak har tillkommit 1961. Korg och ljudtak är målade i grönt, dämpat blått och rödbrunt.
Dopfunten är av trä och har en snidad dekor runt cuppan. Tillhörande dopfat är av mässing.
Kyrkklockan som Allhelgonakyrkan tidigare lånat av Sophiahemmet köptes in 1931. En andra nygjuten klocka invigdes samma år.

### Orgel
- 1917 byggde Åkerman & Lund, Knivsta en orgel med 7 stämmor, två manualer och pedal.[1]
- 1957 byggde Åkerman & Lund, Knivsta med 10 stämmor, två manualer och pedal.[1]
- Den nuvarande mekaniska orgeln är byggd 1990 av Ålems Orgelverkstad AB, Ålem.[1]

| Huvudverk I C-g3 | Svällverk II C-g3 | Pedal C-f1 | Koppel |
| Principal 8'´    | Rörflöjt 8´       | Subbas 16´ | I/P    |
| Borduna 8´       | Viola di Gamba 8´ | Borduna 8´ | II/P   |
| Flute amabile 8´ | Ekoflöjt 4´       |            | II/I   |
| Octava 4´        | Flageolett 2'     |            |        |
| Quinta 3'        | Oboe 8'           |            |        |
| Octava 2'        | Crescendosvällare |            |        |

#### Kororgel
Kororgeln är mekanisk och byggd 1975 av Åkerman & Lund Orgelbyggeri AB, Knivsta.
| Manual |
| 8'     |
| 4´     |
| 2'     |
| 1 1/3' |

## Interiör

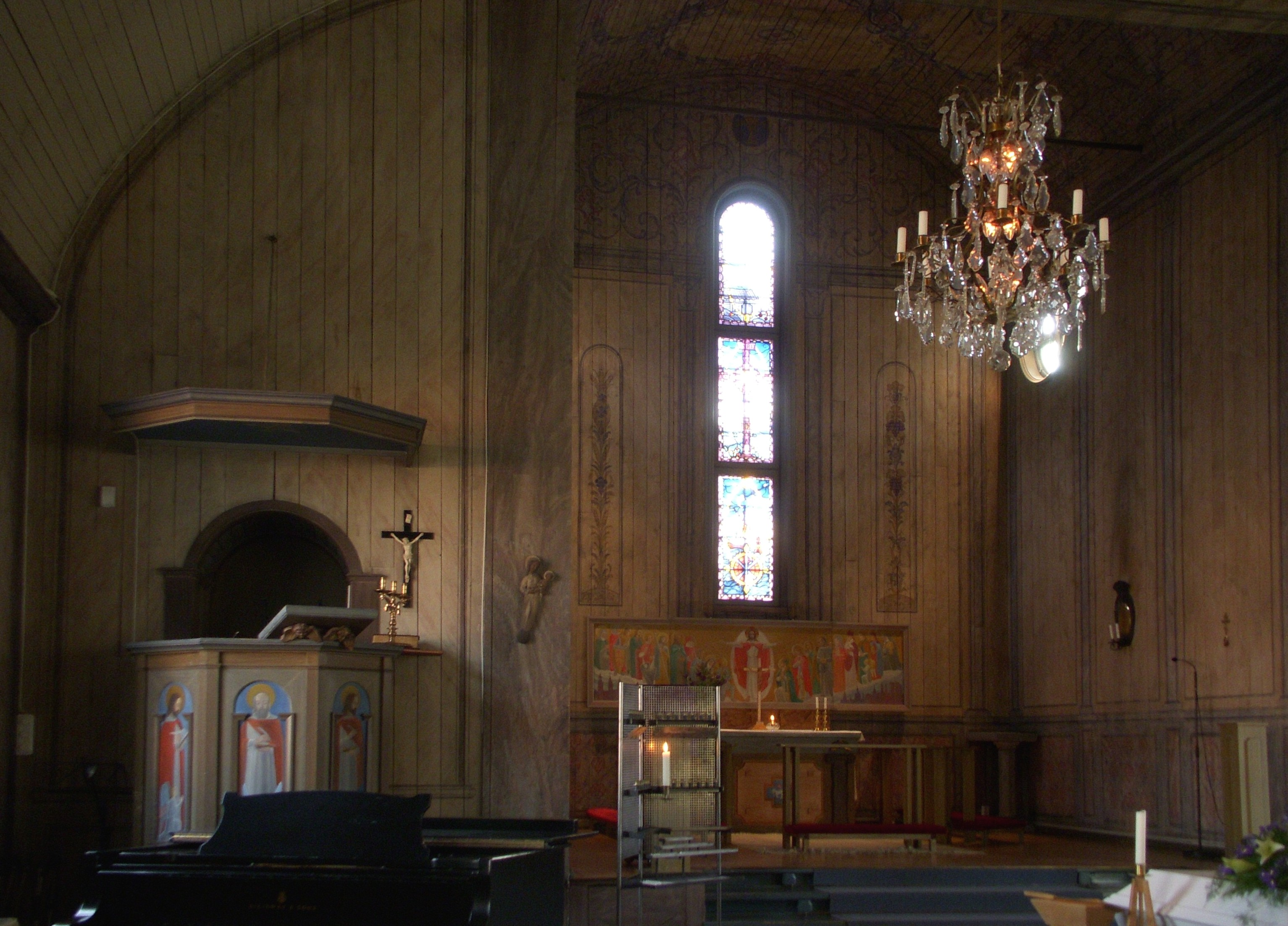
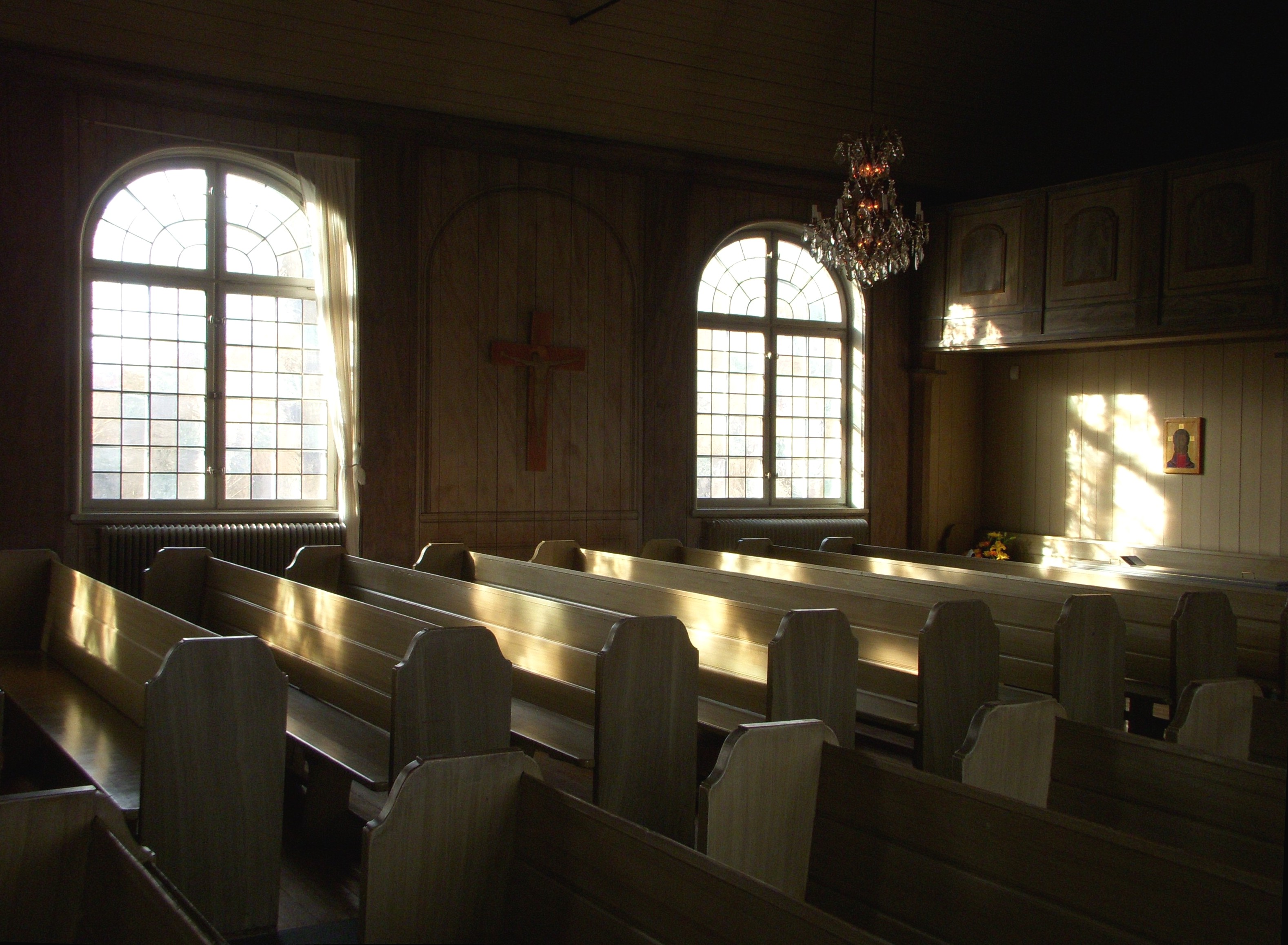